# Štalcerji
Štalcerji – wieś w Słowenii, w gminie Kočevje. W 2018 roku liczyła 158 mieszkańców.